# Kikoushi Enma
Kikoushi Enma (鬼公子炎魔, Kikōshi Enma), también conocido como Prince Demon Enma y traducido al castellano como "El Príncipe Demonio Enma" es un anime en formato OVA creado por Gō Nagai, considerado por muchos el artífice del ecchi; y con la colaboración del director Mamoru Kanbe, que trabajó en la conocida serie Elfen Lied. Es un remake de Dororon Enma-kun, también de Go Nagai.
Kikoushi Enma, compuesta por 4 OVAs, es un anime donde terror, intriga y ecchi se entremezclan en una trama que deja sin respiración al espectador.

## Argumento
Algunos demonios han escapado del Infierno, siendo muy peligrosos para los humanos, pues pueden poseerlos para perpetrar asesinatos y alimentarse de sus almas. Por ello, Enma, Yuki Hime y Kappaeru son los demonios encargados de hacerlos regresar donde pertenecen o destruirlos si se resisten.

## Personajes
- Enma (炎魔): uno de los demonios asignados para viajar al mundo de los humanos y traer de vuelta al Infierno a los demonios que escaparon. Por su manera de comportarse, queda patente que hacía mucho tiempo que no viajaba allí. Se trata de un demonio con poderes de fuego, que generalmente despierta con una vara que porta. Viste un manto negro característico y suele llevar sobre su cabeza a Chapeauji, al que llama "viejo" irrespetuosamente. Se suele comportar como un pervertido con las mujeres y espiar a Yuki Hime para verla sin ropa. En la última OVA se revela que el sobrino de Enma Daioh, Señor del Infierno.
- Yuki Hime (雪鬼姫): otro demonio que junto con Enma, viaja al mundo de los humanos por primera vez en un largo tiempo. Es la Princesa Demoníaca de las Nieves, un demonio con poderes de hielo que congela a sus enemigos, pero que es débil ante el calor. La conciencia de la barrera que la separa de Enma, a quien aunque parece despreciar ama en secreto, la atormenta porque sabe que nunca podrán estar juntos; y ese dolor será muy determinante en la historia. Yuki Hime viste un kimono, y parece que se personaje está basado en el ser de la mitología japonesa Yuki-onna o "Mujer de las nieves".
- Kappaeru (カパエル): es un demonio con forma de kappa eniviado al mundo humano junto a Enma y Yuki Hime, pero a diferencia de ellos, sabe moverse bien por el entorno y conoce bien la sociedad y la tecnología existentes en la Tierra. Como sabe desenvolverse tan bien a pesar de su aspecto (se excusa ante la gente diciendo que va disfrazado), se encarga de investigar la localización de los demonios. Por ello monta con los demás una agencia de detectives para casos extraños y así encontrar a los demonios, pero es él quien la dirige. También reúne pistas gracias a su amiga virtual Sachiko, apodada tiernamente por él "Sat-chan", a quien se escribe mensajes de móvil y con quien se quedará hasta el final. Trata a Enma como su jefe (incluso le llama "aniki", como señal de sumisión), y con respeto a Yuki Hime y a Chapeauji.
- Chapeauji (シャポ爺, shapojii): es un demonio con forma de sombrero, que suele estar sobre la cabeza de Enma. Es quien tiene un conocimiento más amplio acerca de los demonios y su comportamiento, así que da acertados consejos y advertencias cuando está despierto; pero pasa la mayor del tiempo dormido debido a su larga edad.

## Lista de episodios
- Nobusuma: El repugnante y cobarde demonio chupa sangre.
- Piguma: El demonio sin cuerpo.
- Karuma: El demonio recolector de miseria
- Enma.